# Czteroletnia wojna szympansów Gombe
Wojna szympansów Gombe, znana także jako wojna czteroletnia  – krwawa, czteroletnia wojna między dwiema grupami szympansów w Parku Narodowym Potoku Gombe w Tanzanii. Została ona zarejestrowana i opisana przez brytyjską badaczkę szympansów Jane Goodall.

## Tło
W 1965 roku w Parku Narodowym Potoku Gombe zostało założone Centrum Badań Potoku Gombe, które prowadzi obserwacje żyjących w parku szympansów. Swoje badania w tym instytucie prowadziła Jane Goodall.
Szympansy tworzyły stada terytorialne liczące do 40 członków. Jednym ze stad była Kasakela. Przywódcą tego stada był stary samiec alfa Mike. W styczniu 1970 roku został demonstracyjnie zaatakowany i pokonany przez Humpreya (w ataku pomógł mu inny szympans - Figan), który przejął pozycję samca alfa. Nowy przywódca jednak nie zbudował silnej pozycji w stadzie, tak jak poprzednik . Po tym wydarzeniu w 1971 roku, doszło do secesji grupy sześciu szympansów pod przewodnictwem Hugh i Charliego, które utworzyły południowe stado Kasakela . Ponadto do południowego stada należały samce o imionach Godi, De, Goliat i młody Sniff, oraz trzy samice z młodymi . W stadzie północnym pozostało 8 samców: Satan, Sherry, Evered, Rodolf, Jomeo, Humphrey, Mike oraz samiec alfa Figan, który przejął w kwietniu 1973 roku pozycję samca alfa po pokonaniu Humpreya .
W ciągu paru miesięcy relacje między grupami szympansów się pogorszyły. Samce z północy starały się unikać samców z południa i na odwrót. Choć wyjątkiem była dwójka najstarszych samców z północny, Mike i Rodolf, którzy czasem wędrowali razem z najstarszym południowym samcem, Godim .
Dwa lata po rozłamie Kasakela dla Jane Goodall stało się jasne, że stada szympansów podzieliły się na stałe. Stado północne zrezygnowało z terenów szympansów południowych i na odwrót. Badaczka przemianowała nazwę południowego stada Kasakela na stado Kahama. Neutralne stosunki między stadami trwały jeszcze rok, zanim wybuchła wojna .

## Konflikt

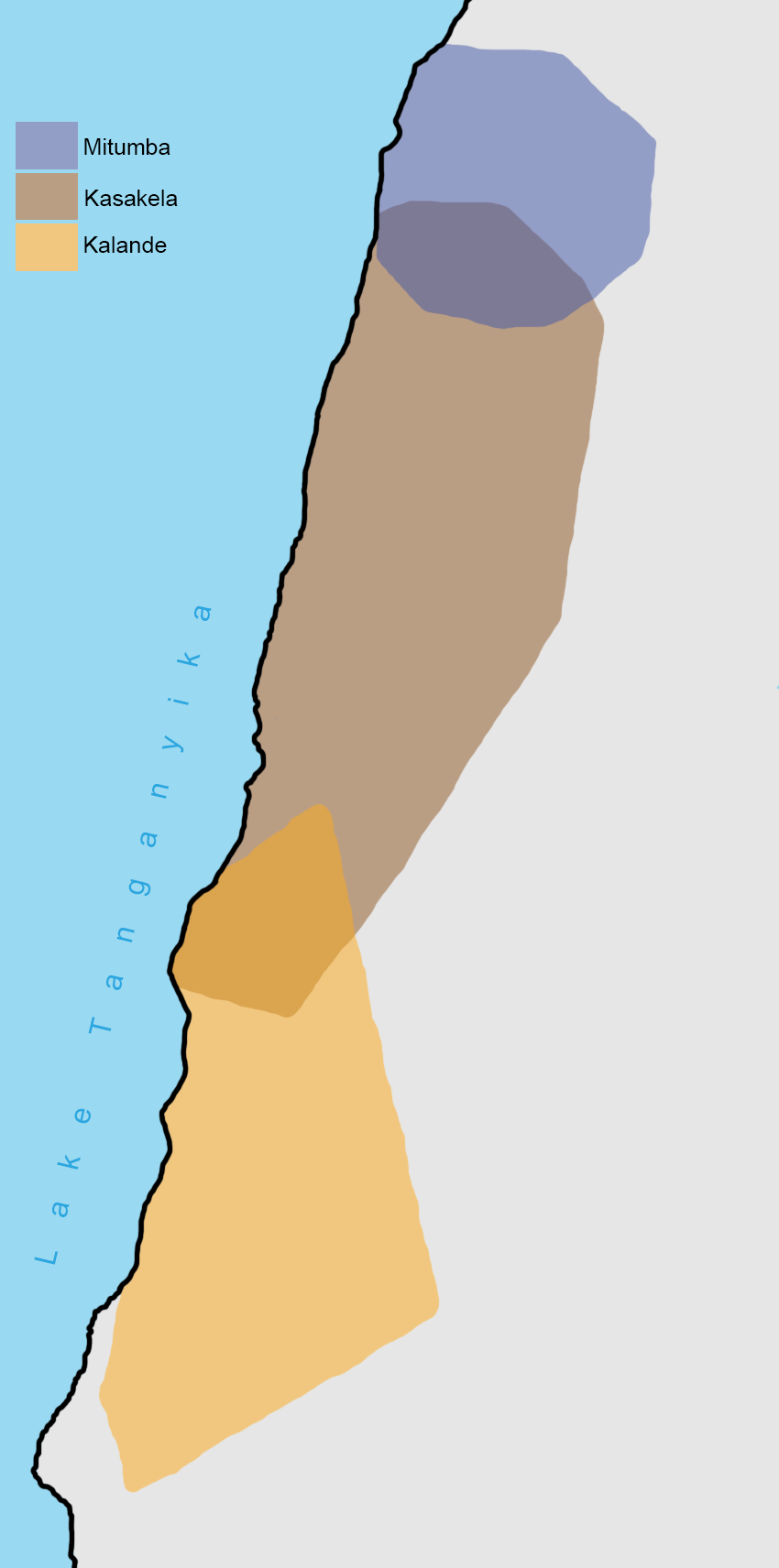
Populacje szympansów w Parku Narodowym Potoku Gombe w 2007 roku

Pierwsza potyczka między klanami odbyła się 7 stycznia 1974 r.  Grupa sześciu dorosłych samców Kasakela, w skład której wchodzili Humphrey, Figan, Jomeo, Sherry, Evered i Rodolf, oraz samica Gigi, podkradła się i zaatakowała samotnego samca Kahama o imieniu Godi, gdy ten żerował na drzewie . Godi w ostatniej chwili próbował się ratować ucieczką, ale Humphrey go złapał i wywrócił. Potem podeszła do Godiego reszta samców Kasakela i zaczęła go bić i deptać, a jeden z samców, Rodolf, pogryzł Godiego. Po 10 minutach szympanse Kasakela przerwały atak i pozostawiły ciężko poturbowanego Godiego, z wieloma ranami na twarzy, nodze i prawej stronie klatki piersiowej. Prawdopodobnie w wyniku odniesionych obrażeń zmarł, gdyż już nie był więcej razy widziany . To była pierwsza w historii obserwacja, w trakcie której dostrzeżono, jak szympans zabił innego szympansa celowo .
Po śmierci Godiego następny został zabity De podczas 20 minutowego ataku 3 samców: Jomeo, Sherry’ego i Evereda, oraz samicy Gigi, która tym razem dołączyła do atakujących . Po nim śmierć poniósł Goliat pomimo tego, że przez całą wojnę przyjaźnił się z klanem Kasakela . Został on zabity przez grupę 5 samców: Figana, Fabena, Humphreya, Satana i Jomeo. Podobnie jak dwóch poprzednich samców został on mocno pobity, a potem zmarł w wyniku obrażeń. Po jego zabójstwie grupa samców zaczęła świętować, rzucając gałęziami i kamieniami oraz głośno rycząc . 
Następną ofiarą samców Kasakela został Hugh, a po nim Charlie . Nikt nie widział ataku na Charliego, ale lokalni rybacy donieśli badaczce, że słyszeli oni odgłosy walki. Trzy dni później pracownicy rezerwatu odnaleźli martwe ciało Charliego w pobliżu potoku Kahama . Następnie Kasakela przeprowadziła atak na starą samicę Madam Bee. Tak jak w poprzednich przypadkach została ona pobita. Po zakończeniu ataku ranna samica schowała się w gęste krzaki. Jane Godall udało się ją odnaleźć po ataku, dzięki córce szympansicy, Honey Bee. Madam Bee zmarła 4 dni po ataku . Badacze nie mieli jak jej uratować . Po jej śmierci zaginął szympans Willy Wally, który był kaleką po zachorowaniu na polio w 1966 . 
W klanie Kahama pozostał jeden żywy samiec, Sniff . Był on przez rok jedynym szympansem stada Kahama. Początkowo badaczka miała nadzieje, że ucieknie on do innej społeczności lub zostanie znowu przyjęty przez klan Kasakela, jednak po roku od zaginięcia Williego Walliego, on także został zabity przez klan Kasakela . Po jego śmierci pozostały w stadzie Kahama dwie samice z dziećmi, które po jakimś czasie zaginęły .
Po zniszczeniu klanu Kahama, ich terytorium zostało zajęte przez Kasakela , w związku z czym teren ich bytowania powiększył się z 12 do ponad 15 km² . Zdobycz terytorialna nie była jednak trwała, gdyż w jej efekcie Kasakela zaczęła graniczyć ze znacznie silniejszym klanem Kalande . Szympansy Kasakela po kilku potyczkach granicznych oddały część zaanektowanego niedawno terytorium . Kiedy jednak szympansy Kasakela wróciły na północ, zaczęły być nękane przez klan Mitumba, który również przewyższał liczebnie klan Kasakela. Do 1981 terytorium szympansów Kasakela znacznie się zmniejszyło, jednak dzięki demonstracjom siły, przeprowadzonym przez czterech młodych samców Kasakela, udało się zastraszyć sąsiednie plemiona i działania wojenne ostatecznie się zakończyły .

## Skutki
Konflikt ten zaszokował badaczkę Jane Goodall, która wcześniej uważała, że szympansy są o wiele łagodniejsze od ludzi . Po opisaniu tego konfliktu przez badaczkę, naukowcy początkowo jej nie uwierzyli i oskarżali ją o nadmierny antropomorfizm, inni sugerowali, że konflikt został wywołany przez sztuczne dokarmianie szympansów . Jednak późniejsze badania z użyciem mniej inwazyjnych metod potwierdziły, że szympansy w stanie naturalnym prowadzą wojny . Badanie z 2018 r. opublikowane w „American Journal of Physical Anthropology” wykazało, że wojna w Gombe była najprawdopodobniej konsekwencją walki o władzę między trzema wysokimi rangą samcami, która została zaostrzona przez niedobór płodnych samic.